# 薩吉德·賈偉德
薩吉德·賈偉德爵士（英語：Sir Sajid Javid，/ˈsædʒɪd ˈdʒævɪd/；1969年12月5日—）是英国保守黨政治人物。前德意志银行董事总经理，前任内政大臣、财政大臣、卫生与社会服务大臣、英國下議院布羅姆斯格羅夫議員，是为英国首位亚裔财政大臣。
賈偉德曾在2016年至2018年间任英国内阁社區及地方政府大臣、2015至2016年任商业创新及技能大臣、2014年至2015年擔任文化傳媒及體育大臣、2014年擔任平等事務部長、2013年至2014年出任財政部金融秘書和2012年到2013年出任財政部經濟秘書。

## 早年生活
贾维德出生在兰开夏郡罗奇代尔的巴基斯坦裔家庭，兄弟五人。其父为巴士司机。后来全家从兰开夏郡搬到英国西南布里斯托尔的斯台普顿路，因其父母在那里开了家商店，一家人住在商店上层两居室的公寓里。这家商店地处当地最声名狼藉的地区，贾维德曾开玩笑说小时候看到妓女就站在店外面。在撒切尔政府施行私有化政策之后，青少年时期的贾维德对金融市场产生了兴趣。十四岁时，他从银行借了500英镑投资股票，还成为英国《金融时报》的忠实读者。
1981年至1986年，贾维德在布里斯托尔附近的国立综合学院Downend School受教育，在2014年发表的演讲中，他承认自己在学校时“很顽皮，对观看《格兰其山》比做作业更感兴趣”。1986年入读菲尔顿技术学院，1988年至1991年在埃克塞特大学学习经济学和政治学，并成为保守党党员。
20岁时，贾维德第一次出席保守党年会，并且反对撒切尔政府加入欧洲汇率机制（ERM）的决定，称之为“致命的错误”。
大学毕业后贾维德立即纽约市加入纽约市的大通曼哈顿银行，主要在南美洲工作。1993年他作为兼职幕僚帮助鲁迪·朱利安尼竞选纽约市市长。25岁，他成为该银行历史上最年轻的副总裁。1997年他回到伦敦工作，2000年加入德意志银行担任董事。2004年，成为德意志银行的董事总经理，一年后担任其全球新兴市场结构负责人。
2007年，贾维德前往新加坡任德意志银行亚洲区信贷交易、股票可转换债券、商品和私募股权业务负责人，并兼任德意志银行国际有限公司董事会成员。2009年离开德意志银行进军政坛。他在德意志银行的年收入到离职时约为300万英镑。《伦敦标准晚报》称他从政后收入减少了98%。
贾维德是伦敦Early Years基金会的受托人，曾任Normand Croft社区学校校董，并率领了考察非洲最高山乞力马扎罗山的登山队，表示他对公益组织“帮助老年人”的支持。

## 国会议员

### 成为保守党候选人

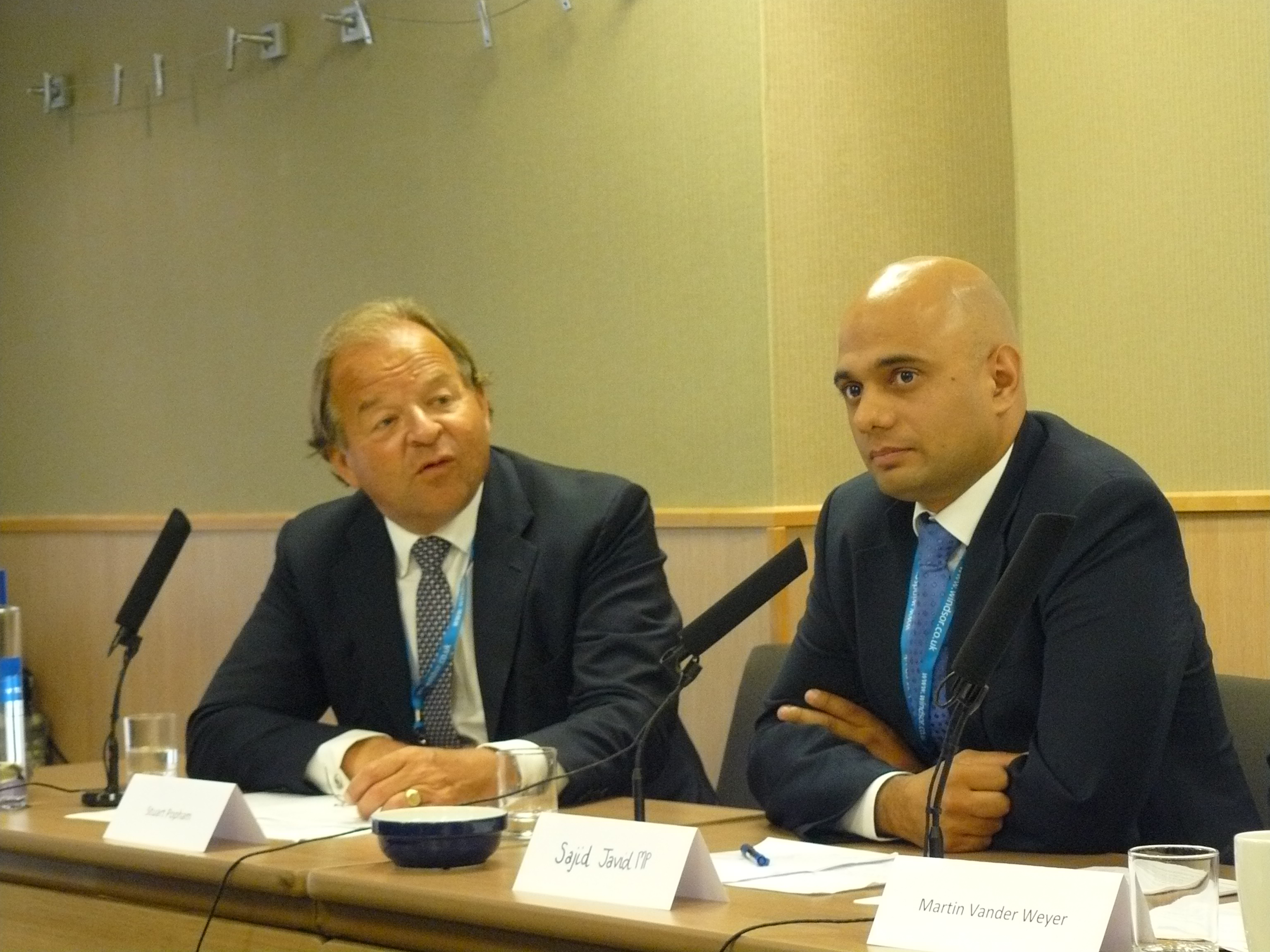
贾维德（右）参加2011年保守党年会

2009年5月28日，时任布羅姆斯格羅夫選區国会议员、前影子文化大臣茱莉·柯克布賴德因卷入国会开支丑闻而宣布放弃在下次大选时连任。在她试图撤销辞呈未果后，其辞呈于当年12月被确认。
2010年2月6日，布羅姆斯格羅夫選區的保守党协会就继任人进行了选拔，贾维德以超过70%的选票的支持，被宣布为2010年大选的保守党国会议员候选人。在2010年5月6日举行的大选中，贾维德以22,558张票赢得议席，多数票为11,308张。该选区的保守党候选人在上一次大选时获得的多数票为10,080张，相比之下，他的前任获得的票数为24,387张，占全部选票的51.0%，而贾维德只占43.7%。

### 所受赞誉
前工党政府外交大臣杰克·斯特劳说，2010年首次当选的这一批议员可能是“30年来最好的”，他认为贾维德是“首个任期内就能有所表现”的六名保守党议员之一。贾维德也是《金融时报》着重分析的六名新的议员之一，并被保守主义网站评为2010年年度新人。
2011年5月，威斯敏斯特的咨询公司Guide Public Affairs对2010年新当选的议员们进行分析后出版了《下一任首相指南》，贾维德得分位列第三，是保守党阵营的魁首。2012年10月，《每日电讯报》的评论员伊恩·戴尔将贾维德列入“右派百位最具影响力人物”榜单。戴尔说：“贾维德如同涂抹了润滑油般的迅速升入乔治·奥斯本的核心圈子，这不仅是他的野心，更是他的天赋。”《卫报》的尼古拉斯·瓦特（Nicholas Watt）指出，贾维德可能会问鼎最高权力。
在《泰晤士报》评选的2014年右派权力名单中，贾维德上升了18位，达到了第8位，该文章指出，他已经成为“2010年新手”中的佼佼者，如果“保守党想要实现新老接替，那么贾维德有机会成为党领袖候选人。”2014年GG2领导力与多元化大奖将贾维德列为最具影响力的英国亚裔，并于2014年11月5日在GG2领导奖颁奖典礼上，首相戴维·卡梅伦将贾维德描述为“我要求加入内阁的出色的亚洲人”，并表示“我想听到‘首相’这个头衔冠于亚洲名字前。”
2014年11月保守党之家博客发布民意测验结果，将贾维德评为“2015年最值得留意的保守党人”。为此YouGov网站也发起了一个民意测验，结果显示贾维德获得了43％的选票，为最高者。2014年7月，《福布斯》杂志将贾维德与贝拉克·奥巴马相比较，并暗示贾维德可能成为英国的下一任首相。
2015年1月，贾维德被授予英国穆斯林奖之最佳政治家奖。
2018年6月，保守党之家网站对保守派活动人士进行的民意调查显示，贾维德作为潜在党领袖受到欢迎 - 民意调查被视为基层意见的可靠晴雨表，尽管它可以迅速转变。网络舆观网于2018年7月对保守党员进行了另一次民意调查，结果也表明对贾维德成为党领袖有很高的支持率。该民调显示64％的人认为他“胜任党领袖”而69％的人认为他“能干”。

### 前座议员
2010年7月至11月贾维德短暂担任下議院工作和养老金委员会委员，之后他成为商务创新和技能部继续教育國務大臣约翰·海斯的国会私人秘书，成为2010年新人中首位成为国会私人秘书。2011年10月14日，国防大臣利亚姆·福克斯辞职引起小型改组，贾维德被提拔为财政大臣乔治·奥斯本的国会私人秘书。2012年9月4日，他正式加入奥斯本的财政部团队，任財政部經濟秘書。2013年10月7日改任財政部財務秘書。

### 以色列
在2012年的保守党以色列之友午宴中，《犹太纪事报》报道说，贾维德表示：
|  | 如果他不得不离开英国到中东生活，那么他会选择以色列。他说，只有在这里，他的孩子才会感到‘自由（freedom and liberty）的温暖拥抱’”。 |

贾维德被视为是政府中最坚定的以色列支持者。2017年在世界犹太人会议（WJC）发表讲话时他说，阻止与以色列接触的企图失败了，政府将“骄傲地庆祝《贝尔福宣言》发表百年纪念大会”。WJC主席、前美国驻奥地利大使罗纳德·兰黛表示，全球犹太社区“珍惜”贾维德先生作为犹太人的坚定朋友——劳德一直因该组织开展了反穆斯林运动受到批评。
在美国犹太人委员会和英国犹太人代表董事会的联合会议上，贾维德告诉其听众:“只要我在政府，只要我还在从政，我就向你保证，我将竭尽全力反对那些寻求孤立和破坏以色列的人。”

### 反犹运动
贾维德在发表反对反犹主义的言论方面有着良好的记录，并赢得了犹太社区领袖人物称赞。他被任命为内政大臣受到一些犹太组织的欢迎，其中包括英国犹太人代表董事会和犹太领袖理事会。
在此之前，作为社区和地方政府大臣，贾维德致信给所有理事会领导人，要求他们采纳国际大屠杀纪念联盟对反犹太主义的定义。2015年，时任商务大臣的贾维德在大屠杀教育信托基金会的年度晚宴上发表讲话，谴责“反犹晚宴”并说：“我记不清上次与哪位犹太朋友谈过，有一次他们发现自己在宴会上尴尬地坐着，而一位宾客则反对国际“犹太阴谋”。

### 批评
2014年3月1日，贾维德在下院指工党领袖爱德·米利班德对克里米亚的危机负有责任，称米利班德拒绝支持对叙利亚的军事干预和随后俄罗斯在乌克兰的活动之间存在“直接联系”。其言论受到批评
在2018年3月，贾维德在下议院中称左翼政治组织Momentum为“新法西斯主义者”。该组织回应称如果他在国会外重复国会特权的话将不能保护他免受起诉。下院议员约翰·曼、乔恩·特里克特、克里斯·威廉姆森、亚历克斯·索贝尔、克莱武·刘易斯和卡罗琳·卢卡斯要求贾维德撤回声明并道歉。
2018年7月，在工党领袖杰里米·科尔宾威胁要将自己与犹太人大屠杀否定论联系起来的言论采取法律行动后，贾维德回撤言论。工党议员指责贾维德“兜售谎言”，并呼吁特蕾莎·梅首相进行干预。
贾维德拒绝了英国穆斯林理事会关于保守党内有关仇视伊斯兰指控的独立调查请求。贾维德说：“英国的穆斯林理事会并不代表这个国家的穆斯林……我们不会与该理事会打交道。”理事秘书长Harun Khan声称：“令人遗憾的是，保守党有没有兴趣以应有的严肃处理这件事。”

## 内阁大臣

### 文化大臣
2014年4月9日，首相卡梅伦大规模改组内阁，提拔贾维德代替辞职的玛利亚·米勒担任文化傳媒及體育大臣兼平权大臣。他再次成为2010年新人中的领跑者，和第一位领导政府部门的巴基斯坦裔议员。不久后，他又被任命为枢密院顾问官。
他成为文化大臣第一次做客BBC问题时间节目时表示自己会捍卫新闻自由和媒体调查政治家和官员的不法行为的权利。他说：“公众对于她如何回应的判断是正确的，绝对没有错。媒体...我不认为你可以责怪列文森委员会或媒体的某事。媒体是我们民主的基石，他们的自由是非常重要的，如果要调查政治家或其他公职人员的不法行为，他们应该这样做，没有什么可以阻止他们这样做。”2015年5月有报道称，贾维德在3月份反对内政大臣特蕾莎·梅提议给通讯管理局以“反极端主义的权力”以便在广播前对英国电视节目进行审查的计划。他写信给首相戴维·卡梅伦说，具有类似安排的国家“不知道这不符合与言论自由有关的权利，政府可能不希望与这种制度联系在一起”。
作为文化大臣，他在2014年犹太学生联盟年会作的多样性的重要性和在文化世界中自由表达的演讲广受欢迎，《旁观者报》的伊莎贝尔·哈德曼评价为“我读过的最好的政府大臣演讲之一。”

### 商务大臣
2015年，保守党完全赢得大选，贾维德在新政府中担任商业创新及技能大臣。他当时被描述为“内阁最强劲的右派”，一个“真正的撒切尔主义者”。
贾维德被任命为商务大臣后表示，在保守党新政府领导下罢工的法律将会发生“重大变化”，影响基本公共服务的罢工将需要政府计划中符合资格的工会40％的成员的支持。
贾维德是英国留欧的支持者，尽管他把自己描述为“不想与欧洲更近一步”的欧洲人。
2017年2月，法庭透露，贾维德不顾高级公务员的意见，不断向沙特阿拉伯颁发武器出口许可证，尽管沙特阿拉伯被指控领导干预也门的行动是战争罪行。出口管制组织负责人爱德华·贝尔（Edward Bell）在2016年2月发出的的电子邮件是作为对英国对沙特阿拉伯销售武器的司法审查的一部分而被宣读的。电子邮件说：“说实话，我对[贾维德]非常直率和诚实，我的直觉告诉我，我们应该暂停[对沙特阿拉伯的武器出口]”。在后来的一封电子邮件中，他说：“[贾维德]决定不要在昨天晚上作出决定，现在已经与[首相]提出了这个问题。”

### 2016年保守党领袖选举

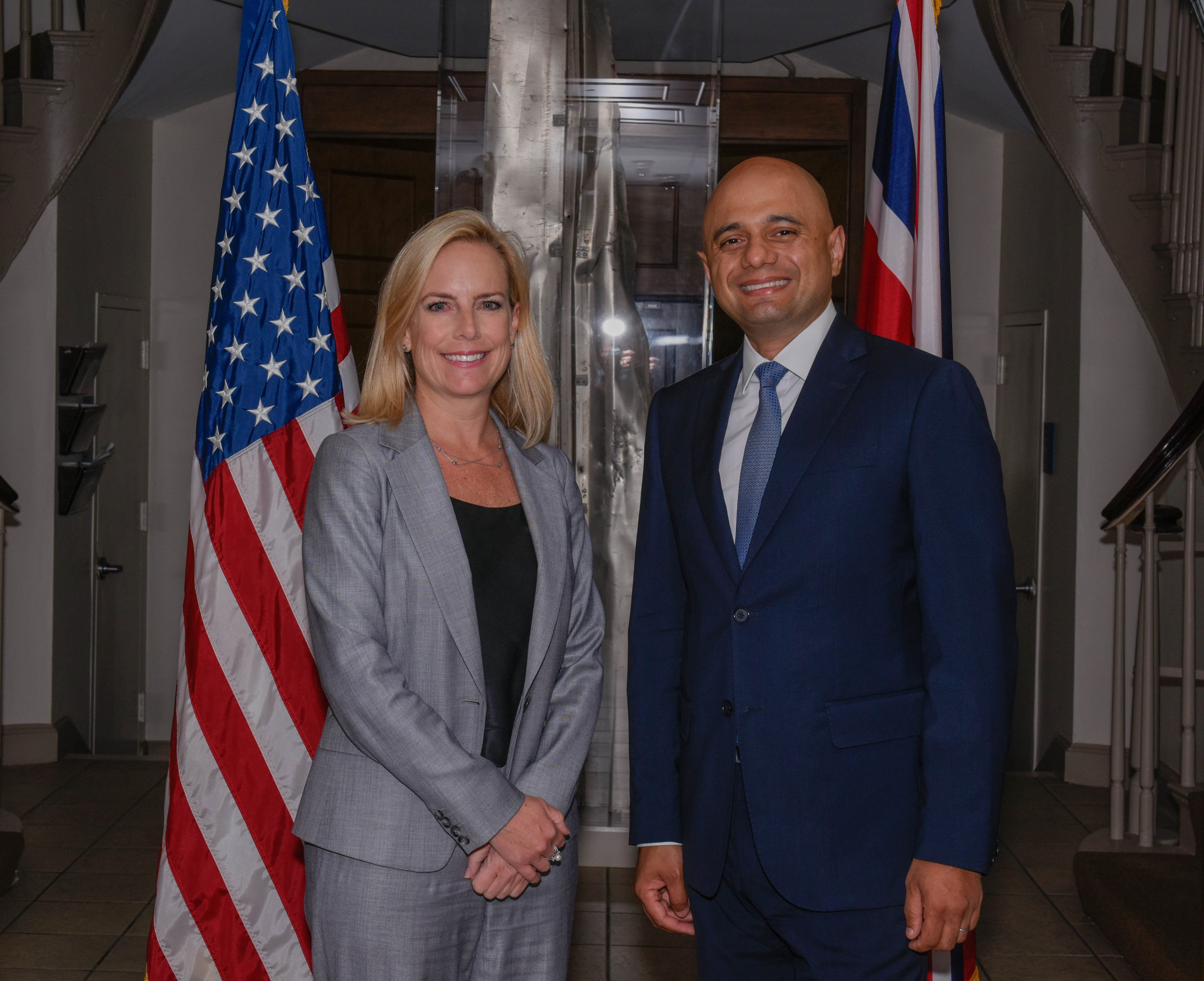
2018年，賈偉德與美國國土安全部長基爾斯琴·尼爾森會面

2016年6月，工作和养老金大臣史蒂芬·克拉布宣布，在脱欧公投和戴维·卡梅伦辞职后，他将参加2016年保守党领袖选举。他宣布与贾维德“联票”，如果自己获胜，贾维德将成为财政大臣。

### 社区和地方政府大臣
特蕾莎·梅成为首相后，将商务大臣贾维德与社区和地方政府大臣大臣格雷格·克拉克对调职务，贾维德势头稍稍受挫。

### 內政大臣
由於盧綺婷於2018年4月因疾風世代醜聞而引咎辭去內政大臣，贾维德獲改任內政大臣以接替前者。其内政大臣任内施政与其前任安珀·路德相比较为软化。

### 财政大臣
鲍里斯·约翰逊成为首相后，贾偉德獲委任财政大臣。但是在短短7個月後的2020年2月13日，賈偉德即因為不滿約翰遜要求他辭退所有特別顧問作為留任條件，而宣佈辭任。

### 卫生大臣
2021年6月26日接任辞职的马修·汉考克出任卫生和社会工作大臣。
2022年7月5日，贾韦德与其上司，首相鲍里斯·约翰逊在任命平彻一事上政见不合，从而辞任卫生大臣，其职位由史提芬·巴克萊接任。而他也在同年宣布放棄連任。

## 个人生活
贾维德和妻子劳拉与他们的四个孩子住在一起。他以前曾说过他的家庭传统信仰是伊斯兰教，但他本人并没有任何宗教信仰，虽然他认为“我们应该认识到基督教是我们国家的宗教”。
在COVID-19全球大流行期间，他曾于2021年7月17日确诊该疾病，症狀輕微。此前他已接種過兩劑阿斯利康疫苗。

## 外部連結
- 官方網站 （页面存档备份，存于）
- 保守黨薩吉德·賈偉德議員檔案
- 布羅姆斯格羅夫保守黨網頁
- 公鞭記載的投票紀錄
- TheyWorkForYou記載的紀錄
- 紀錄的個人檔案
- YouTube上的薩吉德·賈偉德頻道
- 今天德布雷特的人

| 大不列颠及北爱尔兰联合王国国会 | 大不列颠及北爱尔兰联合王国国会        | 大不列颠及北爱尔兰联合王国国会                    |
| ------------------------------ | ------------------------------------- | ------------------------------------------------- |
| 前任者： 茱莉·柯克布賴德       | 英國下議院布羅姆斯格羅夫議員 2010年－ | 現任                                              |
| 官衔                           |                                       |                                                   |
| 前任者： 克洛依·史密斯         | 財政部經濟秘書 2012年－2013年         | 繼任者： 莫嘉妮                                   |
| 前任者： 祈國光                | 財政部財務秘書 2013年－2014年         | 繼任者： 莫嘉妮                                   |
| 前任者： 瑪麗亞·米勒           | 平等事務部長 2014年                   | 繼任者： 莫嘉妮                                   |
| 前任者： 瑪麗亞·米勒           | 文化傳媒及體育大臣 2014年－2015年     | 繼任者：                                          |
| 前任者： 祈維信                | 商业、创新及技能大臣 2015年－2016年   | 繼任者： 格雷格·克拉克 為商務能源及與產業發展大臣 |
| 前任者： 祈維信                | 貿易委員會主席 2015年－2016年         | 繼任者： 霍理林                                   |
| 前任者： 格雷格·克拉克         | 社區及地方政府大臣 2016年－2018年     | 繼任者： 博敬誠                                   |
| 前任者： 安珀·路德             | 内政大臣 2018年－2019年               | 繼任者： 普丽蒂·帕特尔                            |
| 前任者： 夏文達                | 財政大臣 2019年－2020年               | 繼任者： 辛偉誠                                   |
| 前任者： 马修·汉考克           | 衛生及社會關懷大臣 2021年－           | 現任                                              |